# Xã Bennett, Quận Kingman, Kansas
Xã Bennett (tiếng Anh: Bennett Township) là một xã thuộc quận Kingman, tiểu bang Kansas, Hoa Kỳ. Năm 2010, dân số của xã này là 633 người.